# فرانك ويلسون (لاعب كرة قدم أمريكية)
فرانك ويلسون (بالإنجليزية: Frank Wilson)‏ هو لاعب كرة قدم أمريكية أمريكي، ولد في 5 نوفمبر 1973 في نيو أورلينز في الولايات المتحدة.